# Ellipteroides peruvianus
Ellipteroides peruvianus är en tvåvingeart som först beskrevs av Alexander 1922.  Ellipteroides peruvianus ingår i släktet Ellipteroides och familjen småharkrankar.
Artens utbredningsområde är Peru. Inga underarter finns listade i Catalogue of Life.